# Gerrit Laurens Keultjes
Gerrit Laurens Keultjes (auch Gerardus Laurentius Keultjes; * 10. August 1786 in Utrecht; † 16. September 1821 in Bogor auf Java) war ein niederländischer Maler.

## Herkunft und Wirken
Von seinem 16. bis 22. Lebensjahr erlernte er die Malerei in einem Römisch-Katholischen Waisenhaus in Utrecht. Als Künstler auch vielfach unter dem Namen Gerardus Laurentius Keultjes bekannt, widmete er sich anfänglich der Portrait- und Genremalerei. Auf einer Seereise, die er mit dem Kapitän J. van Nes auf dem Mittelmeer unternahm, fasste er den Entschluss, sich der Marinemalerei zu widmen. Seine folgenden Werke bestanden daher in Zeichnungen und Gemälden mit Seeansichten und Schiffen.

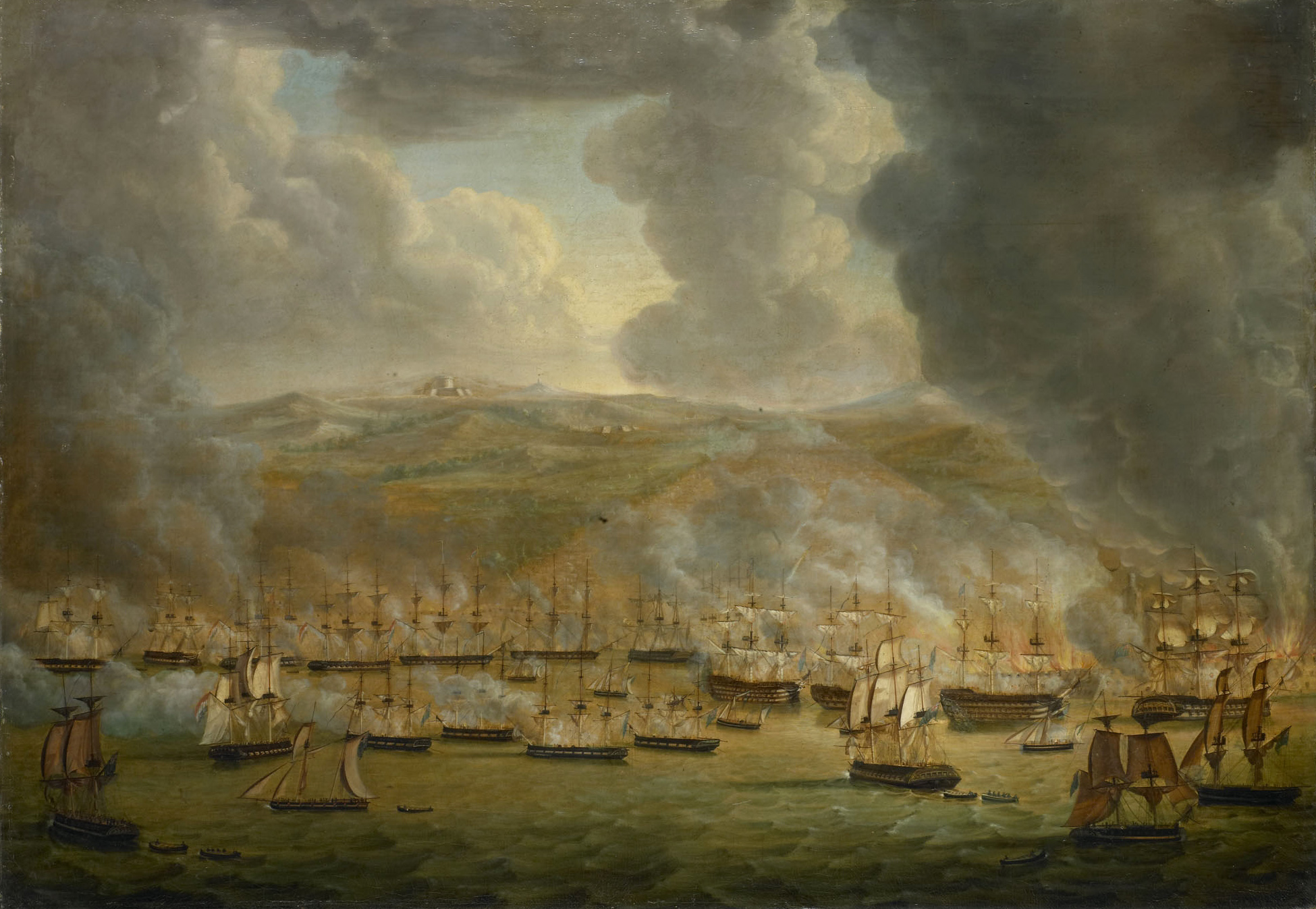
Überfall der Algerier durch die vereinigte Englisch-Niederländische Flotte, 1817

 Am 8. Juni 1814 heiratete er in seiner Heimatstadt die 1792 in Utrecht geborene Johanna van der Rijst.

## Natuurkundige Commissie
Im Jahre 1820 wurde er Mitglied der kurz zuvor gegründeten Naturkunde-Kommission von Niederländisch-Indien (Natuurkundige Commissie van Nederlandsch Indië) ernannt. Der angesehene Maler sollte die beiden jungen Naturforscher Heinrich Kuhl und Johan Coenraad van Hasselt auf ihren Forschungsreisen auf der Insel Java unterstützen und das gesammelten Material in Zeichnungen festhalten. Die Forschergruppe erreichte die Insel im Dezember 1820 und begab sich ohne eine Unterbrechung auf die vorgesehenen Expeditionen. In der Umgebung von Bogor wurden die Vulkanmassive bereist, dessen höchsten, den Gunung Pangrango (3019 m), sie als erste bestiegen. Auf Grund der Überanstrengung und des extremen Klimas erkrankten Keultjes und Kommissionsleiter Kuhl im August 1821 schwer. Keultjes erlag am 16. September seiner Tropenkrankheit, wobei nicht überliefert ist, um welche es sich handelte. Der um zehn Jahre jüngere Kuhl war zwei Tage zuvor an einer Leberentzündung gestorben.

## Verdienste
Unter der wissenschaftlichen Ausbeute die später an das Leidener Museum gesandt wurde, befanden sich auch 1200 Zeichnungen, die größtenteils wohl auf Keultjes zurückgehen. In den folgenden Jahren gingen aber die meisten dieser Zeichnungen im Museum verloren. Der niederländische Botaniker Prof. Jacob Gijsbert Samuel van Breda (1788–1867) konnte einige Originale in seinem Werk von 1827 lithographieren.

## Werke (Auswahl)
Rijksmuseum Amsterdam: (Schilderijencollectie Rijksmuseum):
- Der heilige Petrus (De heilige Petrus), 1816, 65 × 53 cm, Öl auf Leinwand
- Überfall der Algerier durch die vereinigte Englisch-Niederländische Flotte (De aanval van het verenigd Engels-Nederlands eskader op Algiers, 1816), 1817, 61 × 86 cm, Öl auf Leinwand

In Privatbesitz:
- Die Musikstunde (De muziekles), 32 × 26 cm, Öl auf Holz